# Ödön Földessy
Ödön Földessy, född 1 juli 1929 i Békés, död 9 juni 2020 i Budapest, var en ungersk friidrottare.
Földessy blev olympisk bronsmedaljör i längdhopp vid sommarspelen 1952 i Helsingfors.